# Herman van Hessen-Rotenburg
Herman van Hessen-Rotenburg (Kassel, 15 augustus 1607 - Rotenburg, 25 maart 1658) was van 1627 tot aan zijn dood landgraaf van Hessen-Rotenburg. Hij behoorde tot het huis Hessen-Kassel.

## Levensloop
Herman was de vierde zoon van landgraaf Maurits van Hessen-Kassel uit diens tweede huwelijk met Juliana van Nassau-Siegen, dochter van graaf Johan VII van Nassau-Siegen. Na de abdicatie van Maurits in 1627 werd Hessen-Kassel verdeeld tussen diens vier zonen. Hierbij kreeg Herman Hessen-Rotenburg toegewezen.
Wegens een voetverlamming moest hij zich levenslang verplaatsen met een ijzeren steunvoet. Hierdoor kon Herman geen militaire carrière volgen en hield hij zich bezig met wetenschappen. Hij was in zijn tijd een erkend vorser op het gebied van meteorologie, wiskunde, astronomie en geografie. Zijn werk Kosmografische Beschrijving van het graafschap Neder-Hessen uit 1641 is een Hessisch standaardwerk in de toegepaste geografie. Ook liet hij in 1651 op eigen kosten de School van Rotenburg herbouwen, die in 1637 tijdens de Dertigjarige Oorlog was verwoest.
In 1658 overleed Herman zonder nakomelingen na te laten. Hij werd bijgezet in de Stiftkerk van Rotenburg. Zijn jongere broer Ernst van Hessen-Rheinfels erfde zijn gebieden.

## Huwelijken en nakomelingen
Op 10 januari 1634 huwde hij in Waldeck met Sophia Juliana (1607-1637), dochter van graaf Christiaan van Waldeck-Wildungen. Ze kregen twee kinderen, die beiden jong stierven:
- een doodgeboren zoon (1634)
- Juliana (1636)

Op 2 januari 1642 huwde Herman in Weimar met zijn tweede echtgenote Cunigunde Juliana (1608-1683), dochter van vorst Johan George I van Anhalt-Dessau. Dit huwelijk bleef kinderloos.